# Nicko McBrain
Nicko McBrain (nome artístico de Michael Henry McBrain; Londres, 5 de junho de 1952) é um músico inglês de heavy metal. É conhecido por ter sido o baterista da banda Iron Maiden, onde ingressou em dezembro de 1982 e saiu em 2024 gravando todos os discos desde então. Anteriormente, foi baterista de bandas como Trust, Streetwalkers e Pat Travers.
Ficou em 13° lugar na lista dos "50 melhores bateristas de hard rock e metal de todos os tempos" do site Loudwire. Também apareceu na lista dos 'melhores bateristas da atualidade' do site MusicRadar.

## Técnica e estilo
Ao contrário da maioria dos bateristas de heavy metal, Nicko não é um utilizador frequente do pedal duplo (um mecanismo que permite tocar ritmos de notas musicais constantes no bumbo com os dois pés) tendo vindo por isso a desenvolver uma técnica incrivelmente rápida apenas com um pé, no qual consegue seguir perfeitamente os ritmos acelerados de Steve Harris no baixo.
Até hoje Nicko usou pedal duplo nas músicas "Face in the Sand" do álbum Dance of Death e na introdução da música "Satellite 15...The Final Frontier" do álbum The Final Frontier.
Ainda que ele escreva as partes de bateria nas canções da banda, em 2003 Nicko recebeu créditos por uma música pela primeira vez num disco do Iron Maiden, escrevendo as letras de "New Frontier" que faz parte do álbum Dance of Death. Contudo, McBrain já havia sido creditado por duas faixas que não entraram em discos: "Mission From 'Arry" de 1984, que era na verdade uma gravação de uma discussão nos bastidores com Steve Harris, e "Nodding Donkey Blues" de 1992, que foram lado-B dos singles "2 Minutes to Midnight" e "Be Quick or Be Dead" respectivamente.

## Apelido
O apelido "Nicko" tem origem na infância de Nicko, mais precisamente no seu urso de pelúcia preferido que se chamava "Nicholas, the bear" ("Nicholas, o urso") - que aparentemente era a sua companhia pessoal para todo o lado. Por causa disto, os seus pais passaram a chamar-lhe "Nicky".
O termo "Nicko" surgiu quando Michael, em conjunto com o teclista (tecladista no Brasil) Billy Day se reuniram com o gestor da CBS Records. Billy apresentou-o como "o meu baterista italiano - chama-se Neeko".
O termo agradou a Michael que decidiu desde então usá-lo como o seu nome artístico, tendo efetuado apenas uma pequena adaptação ortográfica na palavra.

## Biografia

### Formação musical
McBrain primeiro queria aprender a tocar bateria em uma idade jovem, depois de ver Joe Morello tocando com o Quarteto Dave Brubeck na televisão. Demonstrou seu talento para a bateria ainda criança quando "batucava" nas panelas de sua mãe. McBrain lembra que tinha onze ou doze anos antes de seu pai lhe comprar seu primeiro kit de bateria "que basicamente era uma snare, um tom-tom, um prato, duas baquetas e um par de escovas." Posteriormente  ingressou em bandas de Jazz onde no entanto não viria a ter sucesso, devido principalmente ao seu estilo pesado que não combinava com a leveza do Jazz. Posteriormente, Nicko ingressou para o Heavy Metal, e depois de um tempo, ao entrar no Iron Maiden.

## Vida pessoal

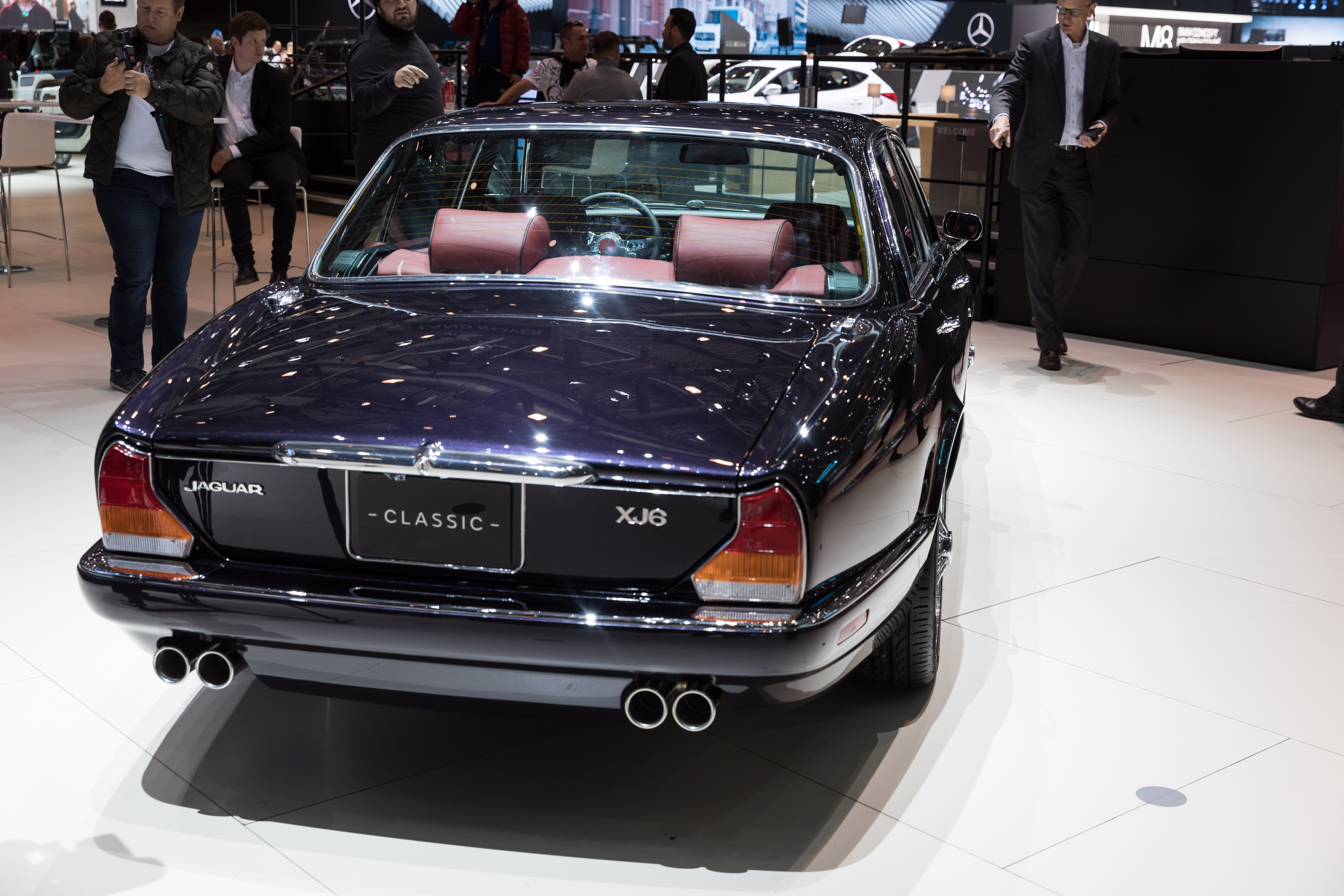
Jaguar XJ6 Greatest Hits at Geneva International Motor Show 2018

Em meados de 1999, em companhia da sua esposa Rebecca, Nicko converteu-se ao cristianismo na igreja de Spanish River perto da sua casa em Boca Raton (Flórida). Segundo seu relato, ao entrarem os dois na igreja, Michael teria chorado e ouvido um chamado. Em depoimentos posteriores, ele disse: "sentei-me a pensar, 'não bebi nada ontem, por que não consigo manter-me de pé?'" e "'Eu tinha uma fervente relação com Jesus a acontecer no meu coração".

## Rock Aid Armenia
Em 2010, Nicko foi convidado por seus amigos Ian Gillan e Tony Iommi para gravar algumas músicas, juntamente com colegas músicos Mikko Lindström, Jon Lord e Jason Newsted, como parte do projeto de caridade Rock Aid Armênia, sendo que, todos os rendimentos foram doados para a reconstrução de uma escola de música danificada pelo terremoto em Gyumri, Arménia.

## Discografia
| Iron Maiden - 1983 - Piece of Mind - 1984 - Powerslave - 1985 - Live After Death - 1986 - Somewhere in Time - 1988 - Seventh Son of a Seventh Son - 1990 - No Prayer for the Dying - 1992 - Fear of the Dark - 1995 - The X Factor - 1998 - Virtual XI - 2000 - Brave New World - 2002 - Rock in Rio - 2003 - Dance of Death - 2006 - A Matter of Life and Death - 2010 - The Final Frontier - 2012 - En Vivo! - 2015 - The Book of Souls - 2021 - Senjutsu | Streetwalkers - Downtown Flyers (1975) - Red Card (1976) Pat Travers - Makin' Magic (1977) - Putting It Straight (1977) Stretch - Forget The Past (1978) Trust - Marche ou Crève (versão francesa)/Savage (versão em inglês) (1981) WhoCares - "Out of My Mind" (2011) Solo - Rhythms of the Beast (vídeo, 1991) |